# Betty Hutton
Betty Hutton, pseudonimo di Elizabeth June Thornburg (Battle Creek, 26 febbraio 1921 – Palm Springs, 11 marzo 2007), è stata un'attrice e cantante statunitense.

## Biografia

### L'infanzia e gli esordi
Betty Hutton nacque a Battle Creek (Michigan). Due anni dopo la sua nascita, suo padre lasciò la famiglia (si toglierà la vita sedici anni dopo). Quale unico sostegno della famiglia, la madre di Betty decise di cercare lavoro in una fabbrica d'auto, a Detroit. Qui, per diverse difficoltà economiche, scelse di aprire una più semplice taverna. Erano gli anni del proibizionismo e, a causa dei controlli da parte della polizia, la signora Thornburg non farà che trasferirsi da un luogo ad un altro.
All'età di nove anni, Betty cantò per la prima volta in pubblico, durante una recita scolastica. Intuendo il talento della figlia, la signora Thornburg la fece sottoporre a varie audizioni cercando di racimolare un po' di denaro per la famiglia. A 13 anni Betty venne ingaggiata da alcuni gruppi canori della zona. Solamente due anni dopo decise di fare il grande passo, trasferendosi a New York per tentare una carriera professionale, ma il viaggio non andò come sperato e la giovane Betty tornò a Detroit. Nel 1937 Vincent Lopez, anima di una band abbastanza popolare, decise d'assumere Betty che, con i guadagni così ottenuti, tornò a New York e scoprì Broadway, ponendo le premesse per il decollo della sua carriera. Un anno dopo la Hutton lasciò la Grande Mela per Hollywood.

### Hollywood

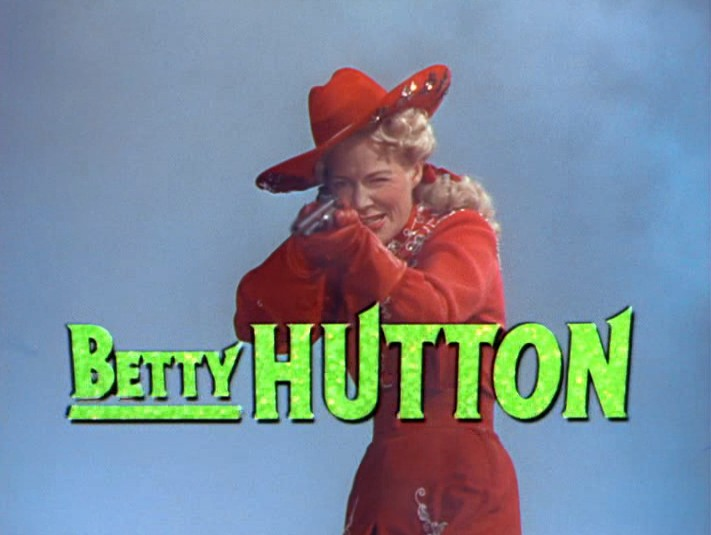
Betty Hutton in Anna prendi il fucile (1950)

Dopo aver firmato un contratto con la Paramount, debuttò ventunenne nel film musicale La fortezza s'arrende (1942) con William Holden e Dorothy Lamour. Le favorevoli recensioni la spinsero a cimentarsi anche in altri generi. Del 1944 è Il miracolo del villaggio, dove dimostrò tutta la sua bravura e la sua verve. Nel 1946 con il disco Doctor, Lawyer, Indian Chief raggiunse la prima posizione nella Billboard Hot 100.
Nel 1948 apparve in L'uomo che vorrei, un'ambiziosa produzione che però non venne accolta favorevolmente dalla critica e si rivelò un disastro al botteghino. L'attrice affrontò le critiche e subito dopo recitò in tre fortunati film, Ho sposato un demonio (1949), Anna prendi il fucile (1950), in cui interpretò il ruolo di Annie Oakley e per il quale ottenne una nomination ai Golden Globe, e Il più grande spettacolo del mondo (1952). La sua carriera riprese totalmente lustro nel 1952 con il film Qualcuno mi ama, e nello stesso anno si sposò con Charles O'Curran (divorzieranno nel 1955). Betty Hutton avrebbe voluto che fosse lui a dirigerla nel suo nuovo film, ma la casa di produzione si oppose. L'attrice allora rescisse il contratto.

### Il declino e gli ultimi anni
Betty Hutton concentrò in seguito il suo lavoro soprattutto alla televisione, con il suo The Betty Hutton Show, che tuttavia non ottenne il successo sperato. Partecipò da qui in poi unicamente a film minori, come Spring Reunion (1957).
Ritiratasi dal cinema, visse a Palm Springs, lavorando come perpetua sino alla morte, dopo essersi convertita al cattolicesimo negli anni settanta. Morì all'età di 86 anni per un cancro al colon e venne sepolta nel Desert Memorial Park di Cathedral City, California. 

## Omaggi
- L'attrice ha una stella nella Hollywood Walk of Fame di Los Angeles.

## Vita privata
Betty Hutton ebbe 4 mariti e tutti i matrimoni terminarono col divorzio. Nel 1945 si sposò con Ted Briskin e da lui ebbe due figlie. Nel 1955, lo stesso anno in cui aveva divorziato da Charles O'Curran, si risposò con Alan Livingstone, che rimase suo marito fino al 1960. Dall'ultimo matrimonio con Pete Candoli, durato dal 1960 al 1967, nacque una figlia.

## Filmografia parziale

### Cinema
- La fortezza s'arrende (The Fleet's In), regia di Victor Schertzinger (1942)
- Signorine, non guardate i marinai (Star Spangled Rhythm), regia di George Marshall e A. Edward Sutherland (1942)
- Vogliamo dimagrire (Let's Face It), regia di Sidney Lanfield (1943)
- Il miracolo del villaggio (The Miracle of Morgan's Creek), regia di Preston Sturges (1944)
- Un fidanzato per due (And the Angels Sing), regia di George Marshall (1944)
- Bionda incendiaria (Incendiary Blonde), regia di George Marshall (1945)
- Bionda fra le sbarre (Cross My Heart), regia di John Berry (1947)
- La storia di Pearl White (The Perils of Pauline), regia di George Marshall (1947)
- L'uomo che vorrei (Dream Girl), regia di Mitchell Leisen (1948)
- Ho sposato un demonio (Red, Hot and Blue), regia di John Farrow (1949)
- Torna con me (Let's Dance), regia di Norman Z. McLeod (1950)
- Anna prendi il fucile (Annie Get Your Gun), regia di George Sidney (1950)
- Attente ai marinai! (Sailor Beware), regia di Hal Walker (1951)
- Il più grande spettacolo del mondo (The Greatest Show on Earth), regia di Cecil B. DeMille (1952)
- Qualcuno mi ama (Somebody Loves Me), regia di Irving Brecher (1952)
- Spring Reunion, regia di Robert Pirosh (1957)

### Televisione
- The Greatest Show on Earth – serie TV, episodio 1x26 (1964)
- La legge di Burke (Burke's Law) – serie TV, episodi 1x32-2x23 (1964-1965)

## Canzoni
| Anno | Titolo                                                     | Posizione in classifica |
| ---- | ---------------------------------------------------------- | ----------------------- |
| 1939 | Old Man Mose                                               |                         |
| 1939 | Igloo                                                      | 15                      |
| 1939 | The Jitterbug                                              |                         |
| 1942 | Arthur Murray Taught Me Dancing in a Hurry                 |                         |
| 1942 | I'm Doin' It For Defense                                   |                         |
| 1943 | Murder, He Says                                            |                         |
| 1943 | The Fuddy Duddy Watchmaker                                 |                         |
| 1944 | Bluebirds in my Belfry                                     |                         |
| 1944 | It Had To Be You                                           | 5                       |
| 1944 | His Rocking Horse Ran Away                                 | 7                       |
| 1945 | Stuff Like That There                                      | 4                       |
| 1945 | What Do You Want to Make Those Eyes at Me For?             | 15                      |
| 1945 | (Doin' It) The Hard Way                                    |                         |
| 1945 | Doctor, Lawyer, Indian Chief                               | 1                       |
| 1945 | A Square in the Social Circle                              |                         |
| 1946 | My Fickle Eye                                              | 21                      |
| 1947 | Poppa, Don't Preach To Me                                  |                         |
| 1947 | I Wish I Didn't Love You So                                | 5                       |
| 1949 | (Where Are You?) Now That I Need You                       |                         |
| 1950 | Orange Colored Sky                                         | 24                      |
| 1950 | Can't Stop Talking                                         |                         |
| 1950 | A Bushel and a Peck (duetto con Perry Como)                | 3                       |
| 1951 | It's Oh So Quiet                                           |                         |
| 1951 | The Musicians (con Dinah Shore, Tony Martin e Phil Harris) | 24                      |
| 1953 | Goin' Steady                                               | 21                      |
| 1954 | The Honeymoon's Over (duetto con Tennessee Ernie Ford)     | 16                      |
| 1956 | Hit the Road to Dreamland                                  |                         |

## Doppiatrici italiane
- Lydia Simoneschi in L'uomo che vorrei, Anna prendi il fucile, Ho sposato un demonio, Il più grande spettacolo del mondo, Signorine, non guardate i marinai, Il miracolo del villaggio e nel doppiaggio originale de La storia di Pearl White
- Rosetta Calavetta in Attente ai marinai